# Thượng Vũ
Thượng Vũ là một xã thuộc huyện Kim Thành, tỉnh Hải Dương, Việt Nam.

## Địa lý
Xã Thượng Vũ nằm ở phía bắc huyện Kim Thành, cách trung tâm huyện và thành phố Hải Dương khoảng 10 km, có vị trí địa lý:
- Phía đông và phía nam giáp xã Tuấn Việt
- Phía tây và phía nam giáp xã Cộng Hòa và xã Cổ Dũng
- Phía đông và phía bắc giáp sông Kinh Môn và thị xã Kinh Môn.

Xã Thượng Vũ có diện tích 5,33 km², dân số năm 1999 là 6.030 người, mật độ dân số đạt 1.131 người/km².
Có tỉnh lộ 389 và bến phà tuần mây đi qua. Năm 2020 đã có cầu tuần mây

## Hành chính
Xã Thượng Vũ được chia thành 4 thôn: Thượng Đỗ, Vũ Xá, Thắng Yên, Bộ Hổ.